# Andromaca (Paisiello)
Andromaca è un'opera lirica di Giovanni Paisiello. Alcune fonti attribuiscono il libretto a Giovanni Battista Lorenzi da Antonio Salvi.
Fu rappresentata al Teatro San Carlo di Napoli il 18 novembre 1797 con Giacomo David.
Una copia della partitura si trova alla Biblioteca nazionale Marciana di Venezia.